# إيمافين
إيمافين ( R25540 ) (بالإنجليزية: Imafen)‏؛هو مضاد للاكتئاب حصل على براءة اختراع من جونسون آند جونسون في منتصف السبعينيات، لكنه لم يسوق مطلقا.